# Сельское поселение Заволжье
Сельское поселение Заволжье — муниципальное образование в Приволжском районе Самарской области.
Административный центр — село Заволжье.

## Административное устройство
В состав сельского поселения Заволжье входит 1 населённый пункт:
- село Заволжье.